# ب‌ام‌و ام۸
ب‌ام‌و ام۸ (به آلمانی: BMW M8) نسخهٔ با عملکرد بالای ب‌ام‌و سری ۸ (جی۱۵) است که با برند فرعی ب‌ام‌و ام به بازار عرضه می‌شود.
ام۸ که در ژوئن ۲۰۱۹ معرفی شد، در ابتدا در نسخه‌های کانورتیبل ۲ در (کد مدل اف۹۱) و کوپه ۲ در (کد مدل اف۹۲) تولید شد. سپس نسخهٔ سدان ۴ در (کد مدل اف۹۳، فروش تحت نام «گرن کوپه») در اکتبر ۲۰۱۹ به مدل‌های این خودرو اضافه شد. قدرت ام۸ توسط موتور وی۸ توربوی دوگانه ب‌ام‌و اس۶۳ مشترک با ب‌ام‌و ام۵ (اف۹۰) تأمین می‌شود. شتاب ۰ تا ۱۰۰ کیلومتر بر ساعت این خودرو ۳٫۳ ثانیه و حداکثر سرعت این خودرو ۳۰۵ کیلومتر بر ساعت است.

## نگارخانه

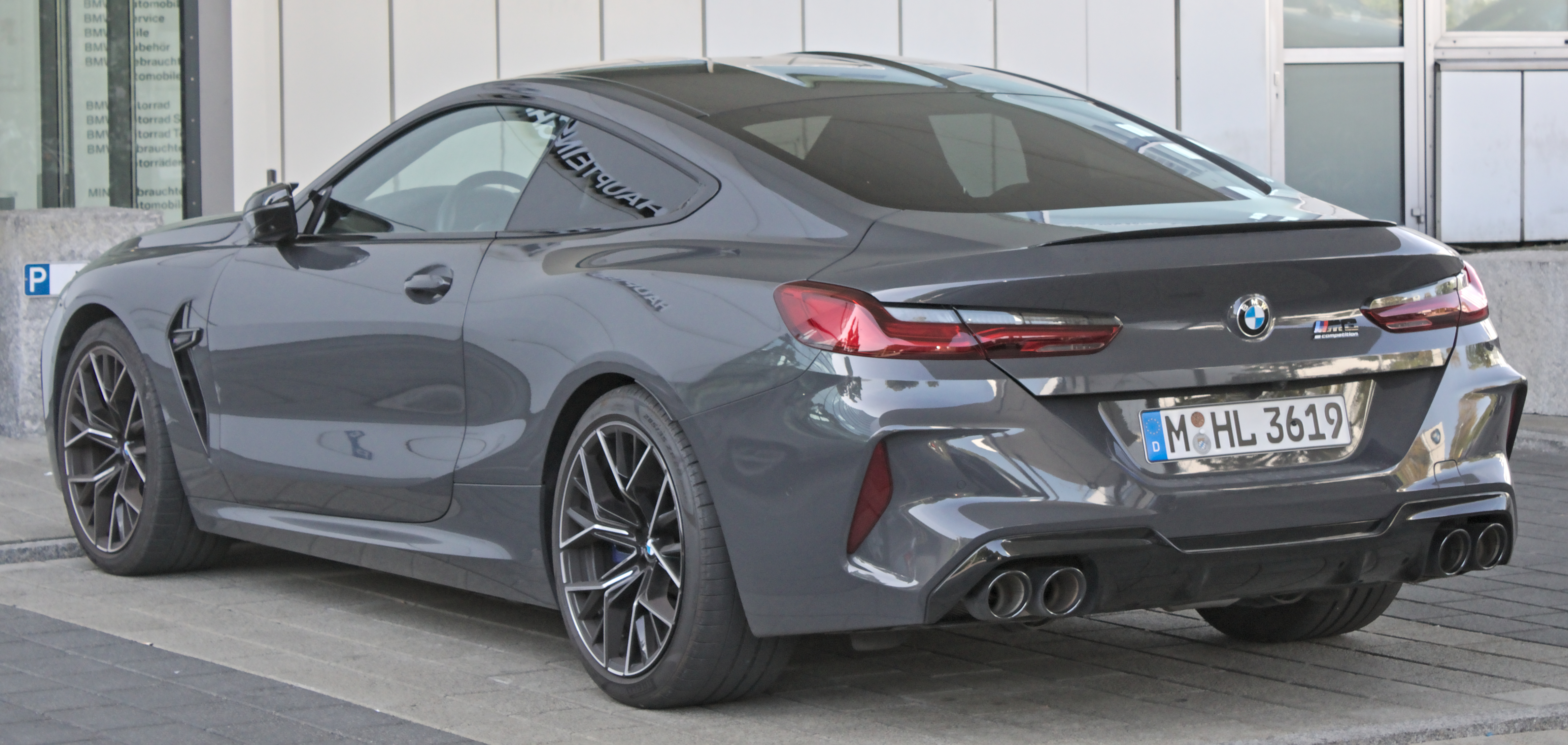
اف۹۲ کوپه
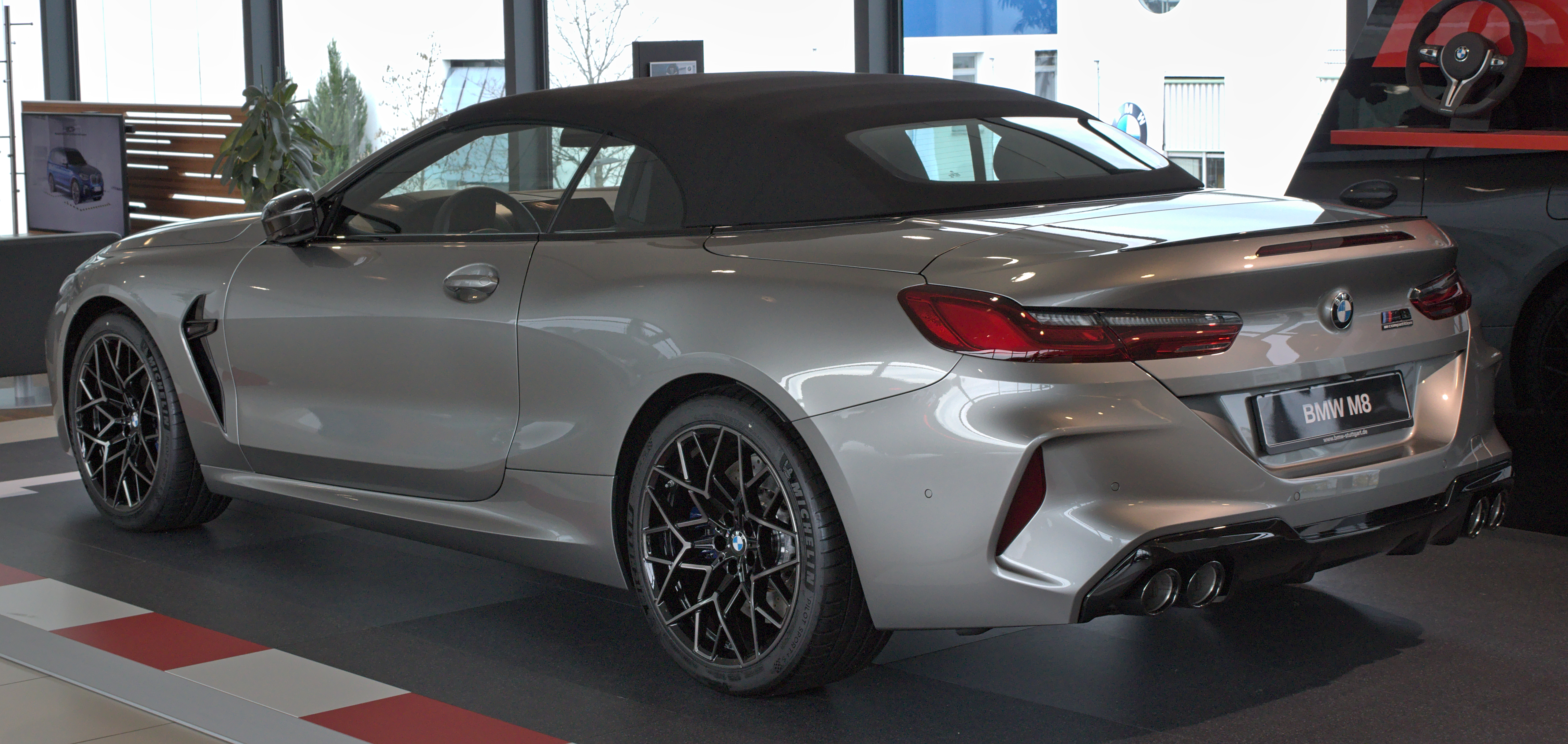
اف۹۱ کانورتیبل
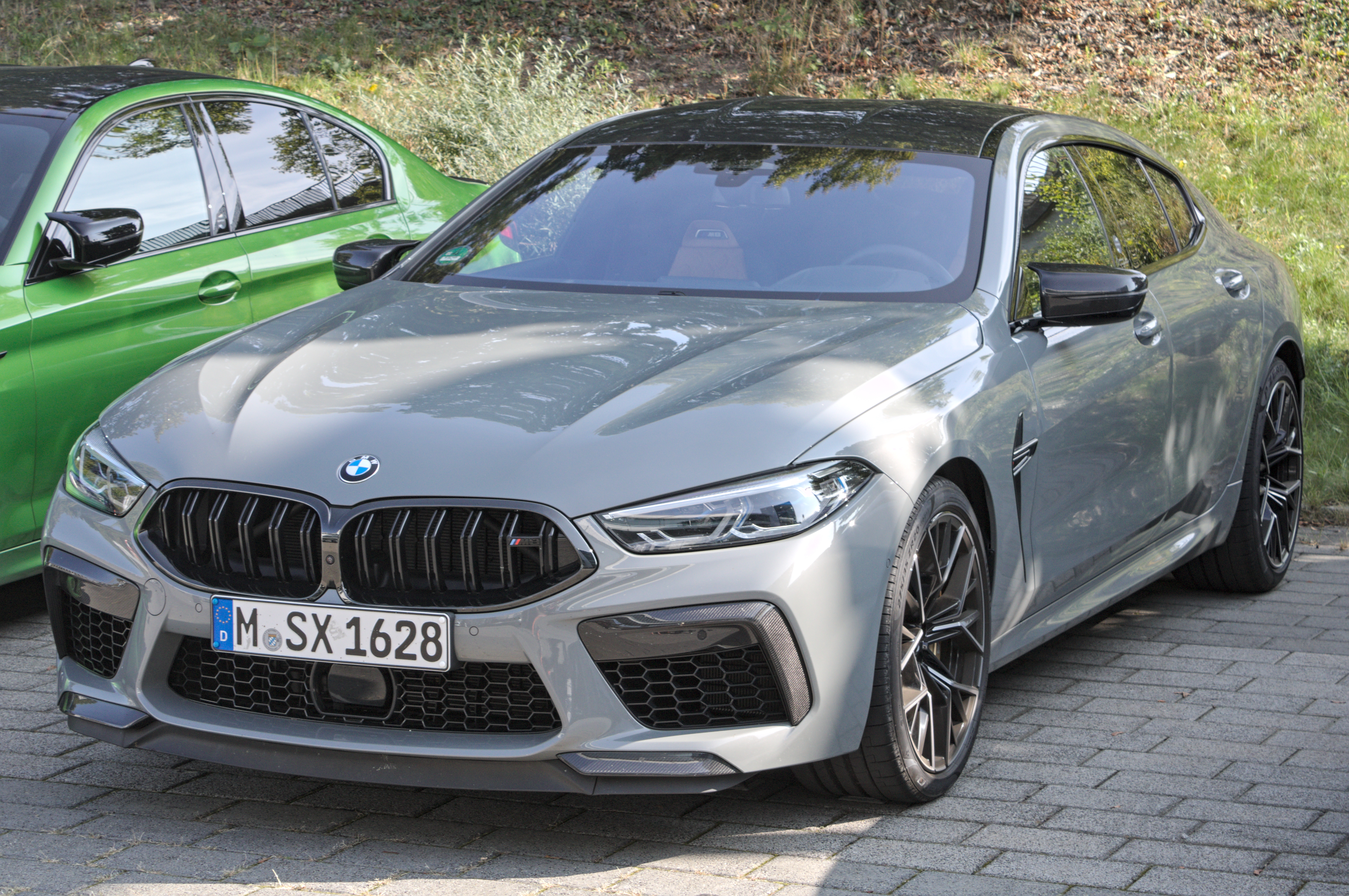
اف۹۳ گرن کوپه